# Helland (Sørfold)
Pour les articles homonymes, voir Helland.
Helland est une localité du comté de Nordland, en Norvège.

## Géographie
Administrativement, Helland fait partie de la kommune de Sørfold.